# Кубок Испании по футболу 1961/1962
Кубок Испании по футболу 1961/1962 — 58-й розыгрыш Кубка Испании по футболу выиграл Реал Мадрид. Этот кубок стал десятым в истории команды.
Соревнование прошло в период с 12 ноября 1961 по 8 июля 1962 года.

## Результаты матчей

### 1/4 финала
| Команда 1       | Итог | Команда 2 | 1-й матч | 2-й матч |
| --------------- | ---- | --------- | -------- | -------- |
| Атлетик Бильбао | 2:3  | Валенсия  | 2:2      | 0:1      |
| Реал Мадрид     | 3:2  | Барселона | 0:1      | 3:1      |
| Эспаньол        | 2:4  | Сарагоса  | 1:1      | 1:3      |
| Тенерифе        | 1:1  | Севилья   | 1:1      | 0:0      |

- Дополнительный матч

| Команда 1 | Счёт | Команда 2 |
| --------- | ---- | --------- |
| Тенерифе  | 0–1  | Севилья   |

### 1/2 финала
| Команда 1 | Итог | Команда 2   | 1-й матч | 2-й матч |
| --------- | ---- | ----------- | -------- | -------- |
| Валенсия  | 2:5  | Севилья     | 2:2      | 0:3      |
| Сарагоса  | 2:6  | Реал Мадрид | 1:2      | 1:4      |

### Финал
| 8 июля, 1962    | \| Реал Мадрид \| 2:1 \| Севилья \| \| Пушкаш 76′, 90′ \| Голы \| Диегес 47′ \| | Сантьяго Бернабеу, Мадрид Зрителей: 90 000 |
| Реал Мадрид     | 2:1                                                                             | Севилья                                    |
| Пушкаш 76′, 90′ | Голы                                                                            | Диегес 47′                                 |